# Шума (филм из 1996)
„Шума ” је југословенски телевизијски филм из 1996. године.  Режирао га је Арса Милошевић а сценарио је написао Кирил Тарановски по делу Александра Островског.

## Улоге
| Глумац                     | Улога |
| -------------------------- | ----- |
| Бранислав Цига Јеринић     |       |
| Властимир Ђуза Стојиљковић |       |
| Невена Нововић             |       |
| Драгана Зрнзевић           |       |
| Небојша Вранић             |       |
| Милија Вуковић             |       |
| Александар Петронијевић    |       |
| Саша Петронијевић          |       |
| Душан Јовановић            |       |
| Ана Ђорђевић               |       |